# Alvaiázere (freguesia)
Alvaiázere é uma freguesia portuguesa do município de Alvaiázere com 38,52 km² de área e 1809 habitantes (censo de 2021), e, por isso, a sua densidade populacional é 47 hab./km².

## História
Em 2013, no âmbito da reforma administrativa territorial autárquica, a freguesia de Alvaiázere anexou a então extinta freguesia de Maçãs de Caminho.
Maçãs de Caminho foi vila e sede de concelho até ao início do século XIX. Esse concelho era constituído apenas pela freguesia da sede e tinha, em 1801, 302 habitantes.

## Demografia
A população registada nos censos foi:
| Distribuição da População por Grupos Etários | Distribuição da População por Grupos Etários | Distribuição da População por Grupos Etários | Distribuição da População por Grupos Etários | Distribuição da População por Grupos Etários | Distribuição da População por Grupos Etários |
| -------------------------------------------- | -------------------------------------------- | -------------------------------------------- | -------------------------------------------- | -------------------------------------------- | -------------------------------------------- |
| Antes da agregação                           |                                              |                                              |                                              |                                              |                                              |
| Ano                                          | 0-14 anos                                    | 15-24 anos                                   | 25-64 anos                                   | >= 65 anos                                   | Total                                        |
| 2001                                         | 339                                          | 245                                          | 1012                                         | 613                                          | 2209                                         |
| 2011                                         | 249                                          | 202                                          | 959                                          | 639                                          | 2049                                         |
| Após a agregação                             |                                              |                                              |                                              |                                              |                                              |
| Ano                                          | 0-14 anos                                    | 15-24 anos                                   | 25-64 anos                                   | >= 65 anos                                   | Total                                        |
| 2021                                         | 204                                          | 171                                          | 867                                          | 567                                          | 1809                                         |

## Lugares da freguesia
- Almeida
- Alvaiázere
- Amarela
- Azenha
- Barqueiro
- Boca da Mata
- Campo
- Carrasqueiras
- Carregal
- Carvalhal da Igreja
- Casais
- Casais Furtados
- Couto
- Covões
- Eira da Pedra
- Gamanhos
- Igreja Velha
- Laranjeiras
- Maçãs de Caminho
- Marzugueira
- Mata de Baixo
- Mata de Cima
- Mosqueiro
- Pé da Serra
- Pedra Branca
- Pomares
- Pombaria
- Porta
- Quinta de São Gens
- Regueira
- Relvas
- Rominha
- Seiceira
- Seixal
- Serrada
- Tornado
- Trás do Monte
- Valbom
- Vela
- Vendas
- Zambujal

## Património
- Ermida da Senhora do Fetal e Capelinha da Memória

## Personalidades ilustres
- Barão de Alvaiázere